# Гамарт
Гама́рт (фр. Gamarthe) — коммуна во Франции, находится в регионе Новая Аквитания. Департамент — Атлантические Пиренеи. Входит в состав кантона Монтань-Баск. Округ коммуны — Байонна.
Код INSEE коммуны — 64229.

## География
Коммуна расположена приблизительно в 690 км к юго-западу от Парижа, в 190 км южнее Бордо, в 65 км к западу от По.

### Климат
Климат тёплый океанический. Зима мягкая, средняя температура января — от +5°С до +13°С, температуры ниже −10 °C бывают редко. Снег выпадает около 15 дней в году с ноября по апрель. Максимальная температура летом порядка 20-30 °C, выше 35 °C бывает очень редко. Количество осадков высокое, порядка 1100 мм в год. Характерна безветренная погода, сильные ветры очень редки.

## Население
Население коммуны на 2010 год составляло 123 человека.
| 1962 | 1968 | 1975 | 1982 | 1990 | 1999 | 2010 |
| ---- | ---- | ---- | ---- | ---- | ---- | ---- |
| 137  | 132  | 113  | 113  | 105  | 105  | 123  |

## Администрация
| Период | Период | Фамилия            | Партия      | Примечания |
| ------ | ------ | ------------------ | ----------- | ---------- |
| 1995   | 2001   | Жан-Клод Люро      |             |            |
| 2001   | 2014   | Жан-Батист Луайато | регионализм |            |
| 2014   | 2020   | Жан-Мишель Бикен   |             |            |

## Экономика
В 2010 году среди 72 человек трудоспособного возраста (15-64 лет) 56 были экономически активными, 16 — неактивными (показатель активности — 77,8 %, в 1999 году было 75,4 %). Из 56 активных жителей работали 53 человека (28 мужчин и 25 женщин), безработных было 3 (2 мужчин и 1 женщина). Среди 16 неактивных 8 человек были учениками или студентами, 5 — пенсионерами, 3 были неактивными по другим причинам.

## Достопримечательности
- Средневековая церковь Св. Лаврентия[4]
- Монументальный крест Гальсетабюрю (1714 год). Исторический памятник с 1972 года[5]